# 惡魔襲擊
《惡魔襲擊》是由Imagic於1982年開發及發行的固定射擊遊戲。它被移植到Intellivision、美格福斯奧德賽²、雅達利8位元家用機、VIC-20、康懋達64、IBM PC（作為自啟動磁碟）、TRS-80、IBM PCjr和TRS-80彩色電腦。
《惡魔襲擊》據說是基於1979年的街機射擊遊戲《小蜜蜂》，儘管它與1980年街機遊戲《不死鳥》非常相似。

## 外部連結
- Demon Attack （页面存档备份，存于） (Atari 2600) at Atari Mania
- Demon Attack （页面存档备份，存于） (Atari 8-bit family) at Atari Mania
- Demon Attack （页面存档备份，存于） (Intellivision) at INTV Funhouse
- Demon Attack （页面存档备份，存于） (C64) at gamebase 64
- Super Demon Attack （页面存档备份，存于） at TI-99/4A-Pedia